# چوب‌خزک سررگه‌ای
چوب‌خزک سررگه‌ای (نام علمی: Lepidocolaptes souleyetii) نام یک گونه از تیره مرغان تنورساز است.